# Station Noisiel
Noisiel is een spoorwegstation gelegen in de Franse gemeente Noisiel en het departement van Seine-et-Marne
Noisiel is onderdeel van het RER-netwerk (Lijn A) en is eigendom van het Parijse vervoersbedrijf RATP. Voor Passe Navigo gebruikers ligt het station in zone 5 en het ligt aan RER-tak A4.

## Richtingen
De treinen van RER A rijden vanaf Noisiel in richting west en oost
- West
  - Cergy-le-Haut
  - Poissy

- Oost
  - Torcy
  - Marne-la-Vallée – Chessy

## Overstapmogelijkheid
Er is een overstap mogelijk tussen RER en een aantal buslijnen
- RATP
  - drie buslijnen

- Arlequin
  - één buslijn

- Sit'bus
  - twee buslijnen

- Noctilien
  - één buslijn

## Vorig en volgend station
| Richting                   | Vorig station  | Lijn  | Volgend station | Richting                 |
| -------------------------- | -------------- | ----- | --------------- | ------------------------ |
| Cergy-le-Haut A3 Poissy A5 | Noisy - Champs | RER A | Lognes          | Marne-la-Vallée - Chessy |